# Kutry pancerne typu Wels
Kutry pancerne typu Wels – seria czterech rzecznych kutrów pancernych Marynarki Wojennej Austro-Węgier z okresu I wojny światowej, używanych na Dunaju. Po wojnie wszystkie jednostki stopniowo trafiły do służby w marynarce rzecznej Królestwa Węgier, w składzie której uczestniczyły w II wojnie światowej.

## Historia
W 1915 roku marynarka Austro-Węgier (Kaiserliche und Königliche Kriegsmarine) przystąpiła do budowy nowych rzecznych okrętów patrolowych (Flußpatrouillenboot) do służby we Flotylli Dunaju. Budowę czterech okrętów powierzono stoczni Ganz, Danubius &Co w Budapeszcie. Były one większe i znacznie silniej uzbrojone od poprzednich jednostek tej klasy typu Fogas (cztery działa kalibru 66 mm w miejsce jednego), a jako napęd zastosowano turbiny parowe zamiast maszyn parowych, przez co wzrosła także prędkość. Były pierwszymi okrętami rzecznymi o napędzie turbinowym. Na etapie budowy i w chwili wejścia do służby jednostki były oznaczone tylko małymi literami: „l”, „m”, „n”, „o”. Stępki pod budowę położono w 1915 roku, a wodowano je w latach 1915–1916 i ukończono w 1916 roku.

## Okręty
| Ozn. | Nazwa  | Położenie stępki | Wodowanie    | Wejście do służby | Los                                                                   |
| ---- | ------ | ---------------- | ------------ | ----------------- | --------------------------------------------------------------------- |
| l    | Wels   | 01. 1915         | 22. 10. 1915 | 14. 03. 1916      | 1919 → Bregalnica (Serbia), 1921 → Szeged (Węgry)                     |
| m    | Barsch | 1915             | 1915         | 14. 03. 1916      | 1919 → Neretva (Serbia), 1921 → Barsch (Austria), 1929 → Baja (Węgry) |
| n    | Compo  | 1915             | 1916         | 28. 03. 1916      | 1929 → Győr (Węgry)                                                   |
| o    | Viza   | 1915             | 1916         | 28. 04. 1916      | 1923 → Kecskemet (Węgry)                                              |

## Opis

### Opis ogólny i architektura
Okręty miały typowy dla jednostek rzecznych kadłub gładkopokładowy o niskich burtach. Na samym dziobie znajdowało się niskie nadburcie. Na większości długości okrętu na śródokręciu ciągnęła się niska pokładówka, wybrzuszona i poszerzona w rejonie komina. Na jej końcach na dziobie i rufie umieszczone były wieże armat. Za wieżą dziobową była niewielka nadbudówka z pomostem dowodzenia, dalej znajdował się maszt, i przed środkiem długości, prosty komin. Na pierwszym okręcie pierwotnie maszt główny był kratownicowy, z bocianim gniazdem, lecz następnie zastąpiono go przez lżejszy składany maszt palowy. Bliżej rufy na śródokręciu znajdowała się zejściówka do maszynowni, a na niej ustawiona była wysoka cylindryczna wieżyczka karabinu maszynowego. Drugi maszt znajdował się na rufie, przed wieżą działa.
Wyporność konstrukcyjna okrętów wynosiła 128,9 ton, a pełna 133 tony. W służbie węgierskiej podawana jest wyporność 140 ton (z wyjątkiem „Győr”). Długość całkowita wynosiła 44 m, szerokość 6 m, a zanurzenie 1 m.
Załoga początkowo liczyła 40 ludzi, w tym dwóch oficerów. W służbie węgierskiej załoga liczyła 44 ludzi.

### Uzbrojenie
Pierwotne uzbrojenie okrętów stanowiły cztery armaty uniwersalne (BAG) kalibru 66 mm (nominalnie 7 cm) Škoda, w dwóch dwudziałowych wieżach na dziobie i rufie. Długość lufy wynosiła 26 kalibrów (L/26). Uzupełniały je cztery karabiny maszynowe kalibru 8 mm (jak widać z fotografii, Schwarzlose).
W służbie węgierskiej okręty były później przezbrajane. W latach 1923–1929 „Szeged”, „Kecskemet” i „Baja” zostały przezbrojone w dwa działa kalibru 77 mm L/30 (zaadaptowane armaty polowe M18). W 1929 roku natomiast „Győr” został uzbrojony w dwa działa uniwersalne kalibru 76 mm L/50 Bofors. Oprócz tego okręty miały trzy karabiny maszynowe 8 mm M7/12 (Schwarzlose) i przeciwlotniczy karabin maszynowy Gebauer. W 1936 roku otrzymały po karabinie przeciwpancernym 20 mm M36.
Pod koniec II wojny światowej wzmocniono uzbrojenie przeciwlotnicze i w 1944 roku przynajmniej trzy okręty były dodatkowo uzbrojone w poczwórnie sprzężone działko przeciwlotnicze kalibru 20 mm Flakvierling 38 i moździerz 50 mm M39 (brak danych co „Baja”), a „Szeged” dodatkowo otrzymał pojedynczą armatę Boforsa 40 mm.

### Opancerzenie
Okręty miały lekkie opancerzenie grubości 7,5 mm na pasie burtowym i 10 mm na wieżach. Pokład był chroniony pancerzem 5,5 mm.

## Napęd
Okręty były napędzane przez dwie turbiny parowe z przekładniami Curtiss-AEG-Ganz o mocy po 550 KM (łącznie 1100 KM), poruszające dwie śruby. Parę dostarczały dwa kotły typu Yarrow. „Wells” na próbach uzyskał prędkość maksymalną 18,1 węzła, pozostałe okręty miały podawaną prędkość 17 węzłów. W służbie węgierskiej, po kilku latach służby publikacje podają prędkość 15 w.

## Służba

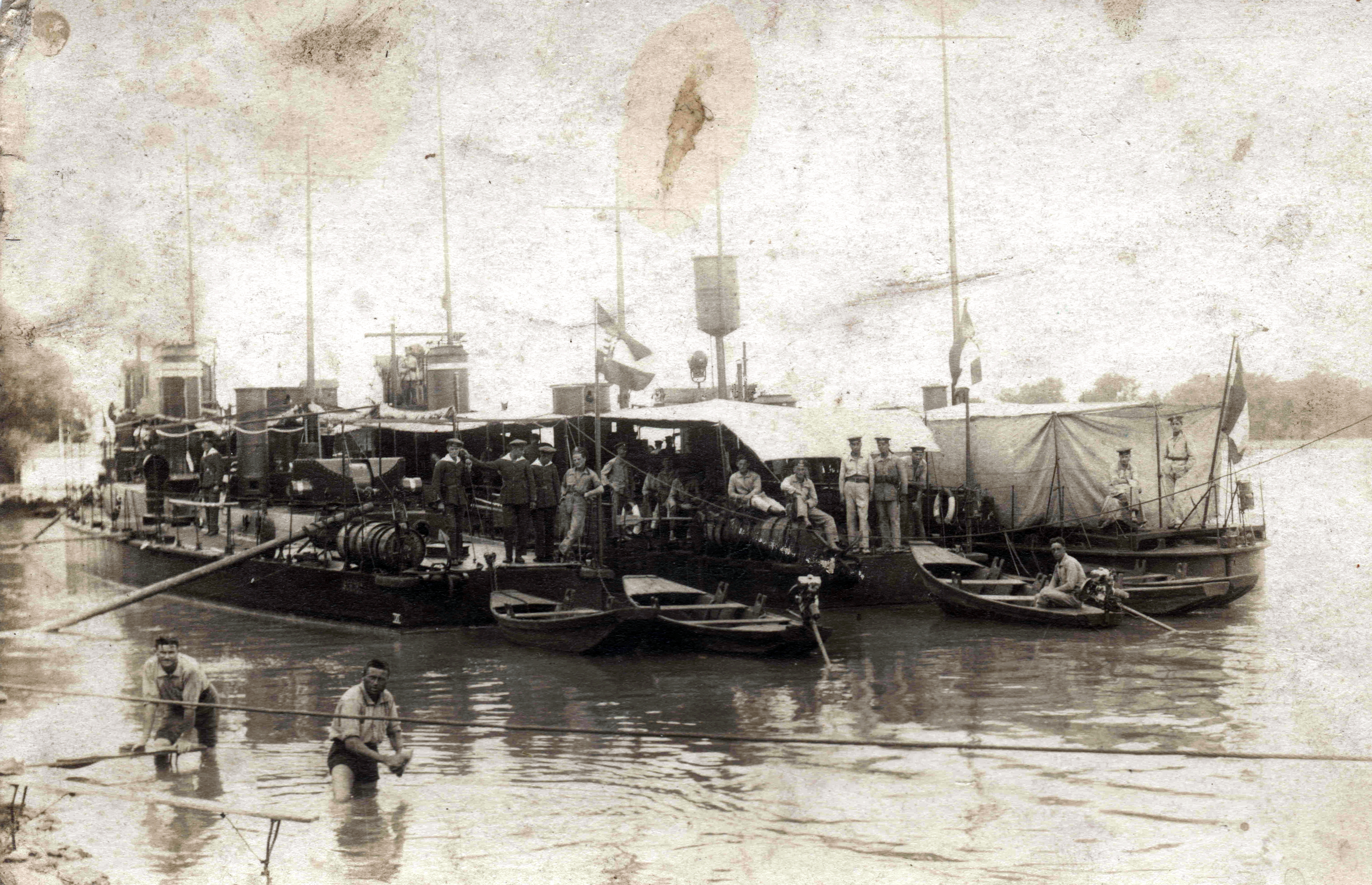
Dwa kutry typu Wels (od lewej) i jeden typu Fogas w służbie węgierskiej w 1936 roku

Kutry typu Welles weszły do służby w  Kaiserliche und Königliche Kriegsmarine w marcu – kwietniu 1916 roku. Dopiero wkrótce po wejściu do służby otrzymały nazwy: SMS „Wels”, „Barsch”, „Compo”, „Viza” zamiast oznaczeń literowych od „l” do „o”. Brały udział w walkach I wojny światowej na Dunaju, między innymi 2 października 1916 roku o most pontonowy pod Rjachowem (z wyjątkiem „Compo”). Operowały też na wodach przybrzeżnych Morza Czarnego.
Po zakończeniu działań wojennych, „Wels” i „Barsch” zostały internowane w grudniu 1918 roku w Belgradzie, po czym zostały wcielone do marynarki Królestwa SHS. W styczniu 1919 roku zostały przemianowane odpowiednio na „Bregalnica” i „Neretva”. Od marca 1919 roku natomiast „Compo” i „Viza” były używane przez siły komunistycznej Węgierskiej Republiki Rad. Już w listopadzie 1919 roku jednak wszystkie cztery okręty zostały przejęte przez Brytyjczyków w Dunaújváros, po czym przeznaczone do rozdziału wraz z innymi okrętami Austro-Węgier.
Po podziale dawnej floty Austro-Węgier 15 kwietnia 1920 roku „Wels” i „Viza” zostały przekazane Królestwu Węgier, po czym weszły do służby w 1921 i 1923 roku jako odpowiednio „Szeged” i „Kecskemet”. „Compo” również został przyznany Węgrom, lecz następnie wymieniony z Austrią na „Csuka”. Nie wszedł jednakże w Austrii do służby, lecz 6 października 1927 roku został odsprzedany z powrotem Węgrom, gdzie po modernizacji wszedł do służby w 1929 roku pod nazwą „Győr”. „Barsch” został przekazany  Austrii i wcielony do służby pod poprzednią nazwą, po czym 30 lipca 1929 roku również został sprzedany Węgrom i przemianowany na „Baja”.
Okręty brały udział w II wojnie światowej po stronie państw Osi. 8 maja 1945 roku zostały zdobyte na terenie Austrii przez wojska amerykańskie, po czym w 1949 roku zostały sprzedane na złom, z wyjątkiem „Baja”, który przebudowano na lodołamacz i używano w latach 50. na Dunaju.